# 김레오
김레오(金레오, 1996년 10월 2일 ~ )는 대한민국의 축구선수이며 포지션은 공격수이다.

## 클럽 경력
울산대학교에서 공격수와 미드필더를 오가며 활약하였다. 2017년 12월 자유 선발로 울산현대에 입단했다.
2019시즌을 앞두고 같은 팀의 오세훈과 함께 아산 무궁화 FC로 임대 이적했다.
2020시즌을 앞두고 화성 FC에 입단했다.
2021시즌을 앞두고 강릉시민축구단에 입단했다.